# Пацифистка
Пацифистка (итал. La pacifista) — драматический кинофильм режиссера Миклоша Янчо с Моникой Витти и Пьером Клеманти в главных ролях, выпущенный 30 декабря 1970 года.

## Сюжет
В городе, разрушенном политическими протестами, фотограф Барбара встречает неизвестного молодого человека. Последний входит в террористическую группу, которая пытается убить его, поскольку он отказался совершить убийство.